# 12 Vitória
12 Vitória é um grande asteroide situado no Cinturão de asteroides. Provavelmente é composto por silicato e níquel-ferro. Foi descoberto por John Russell Hind em 13 de setembro de 1850.
Oficialmente baptizado com o nome da deusa romana da Vitória, embora também em homenagem à Rainha Vitória.